# 哈米德·卡赫拉姆
哈米德·卡赫拉姆（波斯語：‎；1958年—2020年3月19日），伊朗政治家、獸醫，曾於2000年至2004年擔任伊斯蘭議會議員，代表阿瓦士。他也是伊朗科學研究與技術部的獎學金與交換生辦公室的主管。
在2017年總統選舉中，他是哈桑·鲁哈尼競選團隊在胡齊斯坦省的負責人。
2020年3月19日，他因感染2019冠狀病毒病去世。